# Benoît Campargue
Benoît Campargue (ur. 9 marca 1965 w Villefranche-sur-Saône) – francuski judoka. Olimpijczyk z Barcelony 1992, gdzie zajął 24. miejsce w wadze półlekkiej.
Uczestnik mistrzostw świata w 1995. Wygrał złoty medal w drużynie w 1994. Startował w Pucharze Świata w latach 1990-1992 i 1995-1997. Mistrz Europy w 1992 i trzeci w 1994 i brązowy medalista w zawodach drużynowych w 1994. Wicemistrz wojskowych MŚ w 1988 roku.

## Letnie Igrzyska Olimpijskie 1992
| Konkurencja | Eliminacje        | Eliminacje             | Klas. końcowa |
| Konkurencja | Przeciwnik I      | Przeciwnik II          | Miejsce       |
| ----------- | ----------------- | ---------------------- | ------------- |
| 65 kg       | Eric Born (SUI) Z | Kenji Maruyama (JPN) P | 24.           |